# Monsieur Parent
Pour le recueil, voir Monsieur Parent (recueil).
Monsieur Parent est une nouvelle de Guy de Maupassant, publiée en 1885.

## Historique
Maupassant reprend ici, en la développant et l'étoffant, la nouvelle Le Petit, parue en 1883 et reprise dans le recueil Contes du jour et de la nuit. Monsieur Parent, nouvelle célèbre qui donne son titre au recueil homonyme Monsieur Parent, paraît d'abord en feuilleton dans le Journal des débats de novembre 1885.

## Résumé
Ayant surpris sa femme Henriette dans les bras de Limousin, son meilleur ami, Monsieur Parent la chasse avec le petit Georges, son enfant. Mais, l'enfant de qui ?

## Éditions
- Monsieur Parent, dans le Journal des débats
- Monsieur Parent, dans Monsieur Parent, recueil paru en 1886 chez l'éditeur Paul Ollendorff.
- Monsieur Parent, Ouvrage paru en 1925 chez l'éditeur Albin Michel. Illustrations de William Julian-Damazy gravées sur bois par Georges Lemoine. Imprimeur H. Dévé. Dont dix exemplaires sur papier du Japon, vingt exemplaires sur papier de Chine, vingt-cinq exemplaires sur papier Vélin, numérotés
- Monsieur Parent, dans Maupassant, Contes et Nouvelles, t. II, texte établi et annoté par Louis Forestier, éditions Gallimard, Bibliothèque de la Pléiade, 1979.